# Cádiz CF
Cádiz CF är en fotbollsklubb i Cádiz i Andalusien i Spanien, grundad 1910. Klubben spelar i La Liga. Hemmamatcherna spelas på Estadio Nuevo Mirandilla.

## Historia
Cádiz gick upp i La Liga till säsongen 1977/78, men föll ur efter en säsong. Säsongerna 1981/82 och 1983/84 kom Cádiz tillbaka till La Liga, men blev degraderade båda gångerna. Från säsongen 1985/86 behöll Cádiz sin plats i La Liga till och med säsongen 1992/93. Säsongen 2005/06 var Cádiz med i La Liga efter att från 1994 till 2003 spelat i tredje divisionen.

## Spelare

### Truppen
| Nr | Land      | Pos | Namn             |
| -- | --------- | --- | ---------------- |
| 1  | Argentina | MV  | Jeremías Ledesma |
| 2  | Danmark   | MF  | Jens Jönsson     |
| 3  | Spanien   | F   | Fali             |
| 4  | Argentina | F   | Marcos Mauro     |
| 5  | Armenien  | F   | Varazdat Haroyan |
| 6  | Spanien   | MF  | José Mari        |
| 7  | Spanien   | A   | Salvi            |
| 8  | Spanien   | MF  | Álex Fernández   |
| 9  | Honduras  | A   | Anthony Lozano   |
| 10 | Spanien   | MF  | Alberto Perea    |
| 11 | Spanien   | A   | Álvaro Jiménez   |
| 12 | Chile     | MF  | Tomás Alarcón    |
| 13 | Spanien   | MV  | David Gil        |

| Nr | Land             | Pos | Namn                                            |
| -- | ---------------- | --- | ----------------------------------------------- |
| 14 | Spanien          | A   | Iván Alejo                                      |
| 15 | Ekvatorialguinea | F   | Carlos Akapo                                    |
| 16 | Spanien          | F   | Cala                                            |
| 17 | Rumänien         | A   | Florin Andone (lån från Brighton & Hove Albion) |
| 18 | Spanien          | A   | Álvaro Negredo                                  |
| 19 | Paraguay         | F   | Santiago Arzamendia                             |
| 20 | Spanien          | F   | Iza                                             |
| 21 | Spanien          | A   | Rubén Sobrino                                   |
| 22 | Uruguay          | F   | Pacha Espino                                    |
| 28 | Spanien          | MF  | Martín Calderón                                 |
| 29 | Montenegro       | A   | Milutin Osmajić                                 |
| 32 | Spanien          | F   | Víctor Chust (lån från Real Madrid)             |
| -  | Spanien          | MF  | Jon Ander Garrido                               |

### Utlånade spelare
| Nr | Land    | Pos | Namn                                       |
| -- | ------- | --- | ------------------------------------------ |
|    | Spanien | A   | Álvaro (i Real Zaragoza till 30 juni 2022) |
|    | Spanien | MF  | David Mayoral (i Lugo till 30 juni 2022)   |

| Nr | Land    | Pos | Namn                                          |
| -- | ------- | --- | --------------------------------------------- |
|    | Spanien | MF  | Jorge Pombo (i Real Oviedo till 30 juni 2022) |
|    | Spanien | A   | Nano (i Real Zaragoza till 30 juni 2022)      |